# Platyarthrus stadleri
Platyarthrus stadleri är en kräftdjursart som beskrevs av Stanko Karaman 1961. Platyarthrus stadleri ingår i släktet Platyarthrus och familjen myrbogråsuggor. Inga underarter finns listade i Catalogue of Life.